# Liste der Brücken in Berlin/W

## Erläuterung
- (Musterbrücke) = in Klammern gesetzt: namenlose Brücken.
- Musterbrücke = kursiv gesetzt: ehemalige Brücken. (Siehe ausführlich: Aufbau der Listen)

| Fotografie                  | Name der Brücke                                                   | Ortsteil                   | Anmerkungen | Lage   |
| --------------------------- | ----------------------------------------------------------------- | -------------------------- | --- | ------ |
|                             | Waisenbrücke                                                      | Mitte                      | Die Waisenbrücke war eine mit rotem Sandstein verkleidete Steinbrücke und verband die südlich der Spree gelegene Wallstraße mit der nördlich der Spree gelegenen heutigen Littenstraße, vormals Neue Friedrichstraße. Nach Sprengung 1945 und anschließender behelfsmäßiger Reparatur wurde das Bauwerk 1960 abgebaut, weil es weitere wieder funktionsfähige Spreequerungen in der Nähe gab. Heute erinnern noch beidseitig sichtbare steinerne Widerlager an die Waisenbrücke. | Karten |
|                             | Waldseebrücke                                                     | Zehlendorf                 | Die Fußgängerbrücke führt den Erdmann-Graeser-Weg über den Waldsee in Berlin-Zehlendorf. | Karten |
|                             | Waldemarbrücke                                                    | Mitte                      | ehemalige Brücke über den Luisenstädtischen Kanal, von der noch Reste zu sehen sind | Karten |
|                             | Waldbacher-Weg-Brücke                                             | Biesdorf                   | Fußgängerbrücke |        |
|                             | Wallbrücke                                                        | Spandau                    | Die Wallbrücke führt die Straße Stabholzgarten über den Mühlengraben zur Breiten Straße. Die gerade Betonbalkenkonstruktion ist knapp 10 Meter lang und 14 Meter breit. Beiderseits ist sie mit einfachen Stab-Eisengeländern ausgestattet. | Karten |
|                             | Walter-Röber-Brücke                                               | Gesundbrunnen              | Die Walter-Röber-Brücke führt die Wiesenstraße über die Panke. Sie ist 12 m lang, 20 m breit und trägt ein jugendstilartiges schmiedeeisernes Geländer. Benannt wurde die Straßenbrücke zu Ehren des ehemaligen SPD-Politikers und Weddinger Bezirksbürgermeisters Walter Röber (1894–1964). Neben der Brücke befindet sich ein Gedenkstein an den Weddinger Blutmai (unteres Bild). | Karten |
|                             | Waltraudstraßenbrücke                                             | Dahlem / Zehlendorf        | Die Waltraudstraßenbrücke führt die Waltraudstraße über die in einem Einschnitt verlaufende Trasse der U-Bahn-Linie U3. Sie liegt auf der Grenze von Dahlem und Zehlendorf zwischen den U-Bahnhöfen Oskar-Helene-Heim und Onkel Toms Hütte. Die Brückenfronten sind mit roten Klinkersteinen verkleidet. Die Namensgebung erfolgte wie bei der Straße nach dem weiblichen Vornamen Waltraud. | Karten |
|                             | Wangenheimsteg                                                    | Grunewald                  | Der Wangenheimsteg führt als Fußgängerbrücke von der Ecke Kunz-Buntschuh- und Wangenheimstraße über die A 100 zur Melli-Beese-Anlage an der Schwarzbacher Straße. | Karten |
|                             | Wannseebrücke                                                     | Wannsee                    | Die Brücke führt die Bundesstraße 1 über den Griebnitzkanal zwischen dem Kleinen Wannsee und dem Großen Wannsee. | Karten |
|                             | Warschauer Brücke                                                 | Friedrichshain             | Die S-Bahn-Trasse mit dem Bahnhof Warschauer Straße liegt schräg unter der als Warschauer Brücke bezeichneten Eisenbahnbrücke. An dieser Stelle befand sich vor der Errichtung der Brücke das Eisenbahntor in der Zollmauer für die 1842 eröffnete Eisenbahnstrecke nach Frankfurt (Oder). | Karten |
|                             | Wasserstadtbrücke                                                 | Hakenfelde / Haselhorst    | Die Wasserstadtbrücke ist eine Straßenbrücke über die Havel. Gebaut wurde sie als stählerne Balkenbrücke mit Hohlkästen und orthotroper Platte von 1998 bis 2000. Auf der Brücke treffen sich die Rauchstraße mit der Daumstraße. | Karten |
|                             | Wasserwegbrücke                                                   | Biesdorf / Kaulsdorf       | Die Wasserwegbrücke ist eine Fußgänger- und Radfahrerbrücke über die Wuhle südlich des S- und U-Bahnhofs Wuhletal. Sie liegt zwischen den Friedhöfen Kaulsdorf und Biesdorf. | Karten |
|                             | Waterloobrücke                                                    | Kreuzberg                  | Die Waterloobrücke über den Landwehrkanal wurde 1890/91 erstmals erbaut. Damals verband sie die Alexandrinenstraße mit dem Waterloo-Ufer, benannt nach der Schlacht bei Waterloo. Eine gradlinige Verlängerung der Alexandrinenstraße gab es erst ab 1910 mit der damals neu erbauten Brachvogelstraße. Die Brücke wurde 1945 zerstört und 1956/57 als Bogenbrücke mit einem unter der Fahrbahn liegenden Bogen neu erbaut. Die Spannweite beträgt 18 Meter, die Breite 19 Meter. Das Waterloo-Ufer war 1956 zwischen Zossener Brücke und Waterloobrücke in die Brachvogelstraße einbezogen worden, trotzdem erhielt die neue Brücke wieder ihren alten Namen. | Karten |
| Die Brücke im Jahr 2009     | Wegedornbrücke, auch: Teltowkanalbrücke, und (Rohrleitungsbrücke) | Adlershof                  | Die Wegedornbrücke, oft auch als Teltowkanalbrücke bezeichnet, führt die Wegedornstraße über den Kanal. Die Balkenbrücke aus Spannbeton wurde 1989 erbaut und verbindet als Ersatz der entfallenen Wredebrücke (Nr. 48) Adlershof mit Altglienicke. Benannt ist die Brücke wie die Straße nach dem Wegedorn. 2003 wurde für 50000 Euro eine neue Rohrleitungsbrücke mit einer Stützweite von 40 m in die Wegedornbrücke integriert. Die Druckwasserleitung querte zuvor als Düker den Kanal. Die Konsolen der stählernen Fachwerkbrücke sind an den Widerlagern der Straßenbrücke befestigt. Ihre Ansichtsfläche ist mit Trapezblechen verkleidet. | Karten |
|                             | (Steg über das Wehr Kupfergraben)                                 | Mitte                      | Diese wohl mehr zu Inspektionszwecken errichtete Metallbrücke, unter der Verantwortung des Wasserstraßenamtes Berlin stehend, verbindet die Unterwasserstraße mit der Friedrichsgracht. Sie ist rund 20 m lang, 1,30 m breit und nicht öffentlich zugängig. | Karten |
|                             | Weidendammer Brücke                                               | Mitte                      | Die Weidendammer Brücke führt seit dem 17. Jahrhundert die Friedrichstraße über die Spree und ist damit die drittälteste Brücke im alten Berliner Stadtzentrum. Die Brücke spielt an diesem zentralen Ort auch mehrfach eine Rolle in der Literatur. Sie steht seit den 1970er Jahren unter Denkmalschutz. | Karten |
|                             | Weltlingerbrücke                                                  | Charlottenburg-Nord        | Die Weltlingerbrücke führt den Heckerdamm über den A-111-Autobahnzubringer, der parallel zum Kurt-Schumacher-Damm verläuft. Die Brücke ist benannt nach dem ehemaligen Alterspräsidenten des Berliner Abgeordnetenhauses Siegmund Weltlinger (1886–1974). | Karten |
| Wendenheidebrücke           | Wendenheidebrücke                                                 | Köpenick                   | Die Wendenheidebrücke führt die Spindlersfelder Straße (Nord-Süd) im Zuge der Tangentialen Verbindung Ost über die Oberspreestraße (West-Ost). Der Name wurde nach der benachbarten Siedlung Wendenheide gewählt. Die Brücke ist eine Bogenbrücke mit vier Rampen zur Oberspreestraße. Die Arbeiten zur Herstellung der Brücke begannen im März 2006 und sie war einschließlich der Rampen planmäßig Mitte 2007 fertiggestellt. | Karten |
| Wendenschloßbrücke          | Wendenschloßbrücke                                                | Köpenick                   | Die Wendenschloßbrücke führt die Wendenschloßstraße über den Stichkanal. Sie ist etwa 15 Meter lang, 12 Meter breit und besitzt zwei Fahrbahnen mit je einem Gehweg. | Karten |
|                             | Werdauer-Weg-Brücke                                               | Schöneberg                 | Die Werdauer-Weg-Brücke führt den Werdauer Weg am Autobahnkreuz Schöneberg über die A100. | Karten |
| Die Werkbrücke im Jahr 2007 | (Werkbrücke)                                                      | Tempelhof                  | Die namenlose Brücke, inoffiziell „Werkbrücke“ genannt, verbindet östlich des Hafens Tempelhof über den Teltowkanal (Kilometer 23,68) beidseitig der Wasserstraße gelegene Anlagen von Standard Elektrik Lorenz. Sie dient hauptsächlich dem innerbetrieblichen Warentransport und Verkehr. Die stählerne, um 1920 gebaute Balkenbrücke in der Bauform einer Voutenbrücke liegt 11,50 m über dem Kanal und verfügt über zwei Fahrspuren. Wie fast alle Teltowkanalbrücken wurde auch die Werkbrücke, gelegentlich auch als „Lorenzsteg“ bezeichnet, vor dem Kriegsende 1945 von der deutschen Wehrmacht gesprengt. Die Wiedererrichtung erfolgte um 1950. | Karten |
|                             | Westlicher Parksteg                                               | Niederschönhausen / Pankow | Der Westliche Parksteg ist eine Stahlbalkenbrücke für Fußgänger und Radfahrer im Bürgerpark. Sie ist 16 Meter lang und 3,80 Meter breit und führt über die Panke. | Karten |
|                             | Wiener Brücke                                                     | Alt-Treptow / Kreuzberg    | Sie verband ab 1896 die Wiener Straße mit zunächst dem Wiesenufer und nach deren Anlegung mit der Straße An der Wiener Brücke (später Liststraße, dann Graetzstraße, heute Karl-Kunger-Straße) über den Landwehrkanal. Die Brücke wurde im April 1945 von der Wehrmacht gesprengt. | Karten |
|                             | Wiesenbrücke                                                      | Gesundbrunnen              | Die Wiesenbrücke führt die Wiesenstraße am S-Bahnhof Humboldthain über die Nordsüd-S-Bahn. | Karten |
| Wiesendammbrücke            | Wiesendammbrücke                                                  | Spandau                    | Die Wiesendammbrücke führt den Wiesendamm über die Lehrter und Hamburger Bahn. | Karten |
|                             | Wildenbruchbrücke                                                 | Neukölln                   | Die Korbbogenbrücke aus massivem Mauerwerk führt die Wildenbruchstraße am Wildenbruchplatz über den Neuköllner Schiffahrtskanal und verbindet das Kiehl- mit dem Weigandufer. Die Brücke, die Straße und der Platz tragen den Namen des Dramatikers Ernst von Wildenbruch. Auf den Masten der vier Brückenlaternen sind unter den Lampenringen Metallornamente mit den drei Bestandteilen des Neuköllner Wappens (Johanniterkreuz, Märkischer Adler, Hussitenkelch) angebracht. An der Brücke gibt es einen Anleger für die Fahrgastschifffahrt und ein Straßencafé. Eine Rarität unter den Berliner Brückenbauten bildet die ehemalige und im Wildenbruchkiez allgemein bekannte öffentliche Toilettenanlage im südlichen Brückenpfeiler, die heute einmal jährlich von 48 Stunden Neukölln und vom Kunstraum t27 für Künstler-Präsentationen genutzt wird. | Karten |
|                             | Wilhelm-Blume-Brücke                                              | Tegel                      | Die nach Wilhelm Blume benannte Allee überquert den Nordgraben. | Karten |
|                             | Wilhelm-Borgmann-Brücke                                           | Britz                      | Die Wilhelm-Borgmann-Brücke ist eine Straßenbrücke über den Teltowkanal. Sie führt den Tempelhofer Weg über den Kanal am Kilometer 26,26 zwischen dem Treseburger Ufer und dem Braunschweiger Ufer. Eine erste Brücke wurde im Zuge des Teltowkanalbaues 1905 dort errichtet. Die heutige stählerne Balkenbrücke entstand 1952 bis 1953. Benannt wurde sie nach Wilhelm Borgmann (* 16. September 1866; † 13. Januar 1927) einem ehemaligen Justizrat des Kreises Teltow. | Karten |
|                             | Wilhelm-Spindler-Brücke                                           | Köpenick                   | Die Wilhelm-Spindler-Brücke ist eine Spannbetonbrücke im Bezirk Treptow-Köpenick und entstand 2002 als ein Teil des Bauprojekts Tangentiale Verbindung Ost. Benannt ist das die Spree überbrückende Bauwerk nach dem Berliner Unternehmer Wilhelm Spindler. | Karten |
|                             | Winterhuder Steg                                                  | Staaken                    | Der Winterhuder Steg ist eine Fußgängerbrücke, die in nördlicher Verlängerung des Winterhuder Wegs über die Lehrter Bahn zur Eichholzbahn führt. | Karten |
|                             | Wredebrücke                                                       | Johannisthal / Rudow       | Die Wredebrücke, lokal auch Rudower Brücke genannt war eine Straßenbrücke über den Teltowkanal am Kilometer 34,140 der künstlichen Wasserstraße. Sie führte die Rudower Chaussee (bis 1959 Köpenicker Straße) über den Kanal. Heute befindet sich genau an dieser Stelle die Autobahnbrücke der A 113. Benannt wurde die Brücke nach dem Bankier und Fabrikanten Wilhelm August Julius Wrede (1822–1895), Besitzer des Gutes Britz. | Karten |
|                             | Wuhletalbrücke(n)                                                 | Marzahn                    | Die zweiteilig-parallele Straßenbrücke (Gesamtbreite rund 20 Meter, Länge etwa 40,5 Meter) führt die Märkische Allee über die Wuhletalstraße. Sie wurde in den 1970er Jahren errichtet. Anfang der 2000er Jahre wurde eine Belastung von mehr als 40.000 Fahrzeuge täglich gezählt. Im Jahr 2018 zeigten Routineuntersuchungen, dass der Beton Betonkrebs aufweist. Die Senatsverkehrsverwaltung reduzierte zunächst den Verkehr und damit die Belastung auf Fahrzeuge, die (stadteinwärts) nicht mehr als 3,5 Tonnen wiegen, die stadtauswärts führende Fahrbahn wurde komplett gesperrt. Reparaturen sind ökonomisch nicht mehr vertretbar, weswegen ein Neubau (bis zum Jahr 2023) erfolgen wird. In Vorbereitung wurde die Brücke ab 3. Juni 2019 vollständig gesperrt und der Abriss der beschädigten Brückenteile begonnen. Der Verkehr wird seither über die Zu- und Abfahrten der unten verlaufenden Wuhletalstraße geführt und mit Baustellenampeln geregelt. Westlich parallel zu dieser Straßenbrücke befindet sich eine namenlose Bahnbrücke, die aus drei parallelen Tragwerken besteht. Die Bahnbrückenkonstruktion ist etwa 50 Meter lang und gesamt 15 Meter breit. Zwischen Straßen- und Bahnbrückenteilen verlaufen die Zu- und Abfahrten zwischen der Wuhletalstraße und der Märkischen Allee. | Karten |
|                             | Wullenwebersteg                                                   | Moabit / Hansaviertel      | Der Wullenwebersteg ist eine Fußgängerbrücke über die Spree in Berlin, die das Hansaviertel und Moabit verbindet. Erbaut wurde sie in den Jahren 1956 und 1957. Benannt wurde die Brücke nach dem hanseatischen Bürgermeister Jürgen Wullenweber (1492–1537). | Karten |